# Corte d'appello dello sceriffo
La Corte d'appello dello sceriffo (in inglese: Sheriff Appeal Court, in gaelico scozzese: Cùirt Ath-thagraidh an t-Siorraidh) è una corte d'appello scozzese in materia penale e civile. La sede del tribunale è il Courthouse on Lawnmarket a Edimburgo.

## Storia e organizzazione
La Corte d'appello dello sceriffo è paragonabile ai tribunali distrettuali tedeschi. Egli è l'organo d'appello delle corti dello sceriffo scozzesi sia in materia penale che civile. 
La Corte di sessione, la più alta corte civile e l'Alta corte di giustizia, la più alta corte penale in Scozia, sono superiori alla Corte d'appello dello sceriffo. 
La Corte d'appello dello sceriffo è stata introdotta come corte d'appello scozzese solo con il Courts Reform (Scotland) Act 2014, avviato dalle raccomandazioni di Lord Gill, che in particolare ha sollevato la Corte di sessione dai compiti.